# УЕФА суперкуп 2012.
УЕФА суперкуп 2012. је био 37. УЕФА Суперкуп, годишња фудбалска утакмица коју организује УЕФА и на којој учествују актуелни шампиони два главна европска клупска такмичења, УЕФА Лиге шампиона и победник Купа УЕФА. Играно је на стадиону Луј II у Монаку 31. августа 2012.године. Утакмица је играна између победника УЕФА Лиге шампиона 2011–12, Челсија из Енглеске и победника УЕФА Лиге Европе 2011–12, Атлетико Мадрида из Шпаније.
Ово је био последњи Суперкуп који се играо на стадиону Луј II, који је био домаћин меча од 1998. године, пошто су будућа издања почела да се одржавају на различитим местима, почевши од издања 2013, које се играло у Еден арени у Прагу.
Атлетико Мадрид је победио са 4-1 и освојио свој други УЕФА Суперкуп. Радамел Фалкао је постигао хет-трик у првом полувремену, а Миранда је додао четврти за Атлетико, пре него што је Гери Кејхил постигао утешни гол за Челси у 75. минуту.

## Стадион
Стадион Луј II у Монаку је такође био место одржавања УЕФА Суперкупа од 1998. године. Изграђен је 1985. године, а дом је АС Монака, који игра у систему француске лиге.
Нето капацитет стадиона Луј II био је 18.000. Преко 70 одсто улазница резервисано је за ширу јавност и симпатизере два квалификована клуба. Челси и Атлетико су своје карте поделили директно својим навијачима. Категорија улазница доступна за ширу јавност била је категорија 1 (Première) преко пута главне трибине по цени од 70 евра. Међународни процес продаје карата за јавност почео је, искључиво преко UEFA.com,, 15. јуна и завршио се 2. јула.

## Тимови
| Екипа           | Квалификације                        | Претходно учешће (подебљано означава победнике) |
| --------------- | ------------------------------------ | ----------------------------------------------- |
| Челси           | УЕФА Лига шампиона 2011/12. победник | 1998                                            |
| Атлетико Мадрид | УЕФА Лига Европе 2011/12. победник   | 2010.                                           |

Претходно су била четири енглеско-шпанска сусрета у УЕФА Суперкупу (1979, 1980, 1982, 1998), при чему су енглески тимови победили у три од четири сусрета.

## Утакмица

### Детаљи
| Челси     | 1–4      | Атлетико Мадрид                   |
| --------- | -------- | --------------------------------- |
| Кахил 75’ | Извештај | Фалкао 6’, 19’, 45’ · Миранда 60’ |

| Челси | Атлетико Мадрид |

| GK               | 1  | Петр Чех           |     |     |
| RB               | 2  | Бранислав Ивановић | 29’ |     |
| CB               | 24 | Гари Кахил         |     |     |
| CB               | 4  | Давид Луиз         |     |     |
| LB               | 3  | Ешли Кол           |     | 90’ |
| CM               | 12 | Џон Оби Микел      |     |     |
| CM               | 8  | Френк Лампард (c)  |     |     |
| RW               | 7  | Рамирес            |     | 46’ |
| AM               | 17 | Едан Азар          |     |     |
| LW               | 10 | Хуан Мата          |     | 81’ |
| CF               | 9  | Фернандо Торес     |     |     |
| Резервни играчи: |    |                    |     |     |
| GK               | 22 | Рос Турнбул        |     |     |
| DF               | 34 | Рајан Бертранд     |     | 90’ |
| MF               | 6  | Ориол Ромеу        |     |     |
| MF               | 11 | Оскар дос Сантос   |     | 46’ |
| MF               | 16 | Раул Меирелес      |     |     |
| FW               | 23 | Данијел Стариџ     |     | 81’ |
| FW               | 13 | Виктор Мозиз       |     |     |
| Менаџер:         |    |                    |     |     |
| Роберто ди Матео |    |                    |     |     |

| GK               | 13 | Тибо Куртоа               |  |     |
| RB               | 20 | Хуанфран                  |  |     |
| CB               | 23 | Миранда                   |  |     |
| CB               | 2  | Дијего Годин              |  |     |
| LB               | 3  | Филипе Луис               |  |     |
| DM               | 4  | Марио Суарез              |  |     |
| DM               | 14 | Габи Аренас (c)           |  |     |
| RW               | 7  | Адриан Лопез              |  | 56’ |
| AM               | 6  | Хорхе Ресурексјон Меродио |  | 81’ |
| LW               | 10 | Арда Туран                |  |     |
| CF               | 9  | Радамел Фалкао            |  | 87’ |
| Резервни играчи: |    |                           |  |     |
| GK               | 25 | Серхио Асенхо             |  |     |
| DF               | 17 | Силвио Мануел Переира     |  |     |
| DF               | 18 | Ката Диаз                 |  |     |
| MF               | 8  | Раул Гарсија              |  | 81’ |
| MF               | 21 | Емре Белозоглу            |  | 87’ |
| MF               | 11 | Кристијан Родригез        |  | 56’ |
| FW               | 19 | Дијего Коста              |  |     |
| Менаџер:         |    |                           |  |     |
| Дијего Симеоне   |    |                           |  |     |

| Играч утакмице: Радамел Фалкао (Атлетико Мадрид) Помоћне судије: Примож Архар (Словенија) Матеј Жунич (Словенија) Четврти судија:' Бојан Ул (Словенија) Додатне помоћне судије: Матеј Југ (Словенија) Славко Винчић (Словенија) | Правила утакмице - Игра се 90 минута - У случају нерешеног играју се продужици 30 минута до златног гола ако је потребно - Приступа се извођењу једанаестераца ако је резултати и даље изједначен - Седам именованих замена, од којих се могу користити до три |